# ۱۷۰ (میلادی)
۱۷۰ (میلادی) صد و هفتادمین سال تقویم میلادی است.

## درگذشتگان
‎